# Miguel Francisco Guerra Arteaga y Leiva
Miguel Francisco Guerra Arteaga y Leiva, també citat en la bibliografia com Manuel Francisco Guerra, va ser un polític espanyol actiu durant els regnats de Felip V i Lluís I d'Espanya.
Governador del Consell d'Hisenda i president del Consell de Castella entre el 31 de desembre de 1704 i el de 1705 i cambrista del rei. Molt proper als monarques, protegit de la reina Isabel Farnese, va tenir notable influència a la cort amb càrrecs propers a l'entorn dels reis. El 1705 va ser nomenat conseller del Consell de Castella per reial decret sense passar abans per la Cambra de Castella. També va exercir de conseller d'Estat durant el regnat de Felip V i també va ser escollit per aquest com a membre del consell assessor durant el curt regnat de Lluís I, quan va Felip V va decidir abdicar en el seu fill el 1724.